# 阿里·阿克巴爾·薩利希
阿里·阿克巴尔·萨利希（波斯語：علیاکبر صالحی，1949年3月24日—）是伊朗学者、外交官和伊朗原子能组织负责人。他于2009年至2010年担任伊朗原子能组织负责人，并于2013年8月16日第二次擔任該部門負責人。在第二次擔任伊朗原子能组织负责人之前，他在2010年至2013年担任伊朗外交部部長。1998年至2003年，他还担任伊朗驻国际原子能机构代表。